# Porsgrunn
Porsgrunn – miasto i gmina leżąca w regionie Telemark w Norwegii.
Porsgrunn jest 355. norweską gminą pod względem powierzchni.

## Demografia
Według danych z roku 2005 gminę zamieszkuje 33 407 osób. Gęstość zaludnienia wynosi 207,15 os./km². Pod względem zaludnienia Porsgrunn zajmuje 22. miejsce wśród norweskich gmin.
| ludność stan na 1 stycznia 2005 |         |           |        |
|                                 | kobiety | mężczyźni | razem  |
| osób                            | 16 346  | 17 061    | 33 407 |
| %                               | 48,93%  | 51,07%    | 100%   |

| wykształcenie stan na 1 października 2004 |        |         |        |        |
|                                           | podst. | średnie | wyższe | niezn. |
| osób                                      | 5635   | 15 501  | 5109   | 557    |
| %                                         | 21,02% | 57,84%  | 19,06% | 2,08%  |

## Przemysł
- Norsk Hydro (produkcja aluminium)
- Yara International (nawozy sztuczne)
- Fabryka porcelany

## Edukacja
Według danych z 1 października 2004:
- liczba szkół podstawowych (norw. grunnskolar): 21
- liczba uczniów szkół podst.: 4427

## Władze gminy
Według danych na rok 2011 administratorem gminy (norw. rådmann) jest Per Wold, natomiast burmistrzem (norw. ordfører, d. borgermester) jest Øystein Kåre Beyer.